# Canal 13 (Chili)
Pour les articles homonymes, voir Canal 13.
Canal 13 est une chaîne de télévision privée chilienne.  Elle est installée à Providencia, dans un espace de 50 000 m2.
Cette société de télévision est membre de l'Organisation des Télécommunications Ibéro-Américaines (OTI) et est membre associé de l'Union européenne de radio-télévision (UER).
Elle a retransmis la Coupe du monde de football de 1962.

## Propriétaire
- 1959-2010 : Université pontificale catholique du Chili
- 2010-2017 : Groupe Luksic (67 %) et Université pontificale catholique du Chili (33 %)
- Depuis 2017 : Groupe Luksic[1]

## Programmes

### Actuels
- Teletrece (journal télévisé) (Canal 13, 1970-en production)
  - Teletrece AM, presenté par Francesco Gazzella et Natalia López (Lundi au vendredi à 6 h 0)
  - Teletrece Tarde, presenté par Iván Valenzuela et Mónica Pérez (Lundi au dimanche à 13 h 0)
  - Teletrece Central, presenté par Ramón Ulloa et Soledad Onetto (Lundi au dimanche à 21 h 0)
  - Teletrece Noche, presenté par Álvaro Paci (Lundi au jeudi à 0 h 30)
- Tu Día (Canal 13, 2021-en production) (matinale), présenté par José Luis Reppening et Priscilla Vargas. (Lundi au vendredi à 8 h 0)
- Cultura en el trece (Canal 13, 1998-en production) (documentaire), présenté par Carolina Urrejola (2009-2013) et Polo Ramírez (2013-2020).
  -  Recomiendo Chile
  -  Lugares que hablan (Canal 13, 2014-en production), présenté par Francisco Saavedra.
  -  Socios por el Mundo (Canal 13, 2022-en production), présenté par Francisco Saavedra et Jorge Zabaleta.
  -  Socios por Chile (Canal 13, 2025-en production), présenté par Francisco Saavedra, Jorge Zabaleta et Pedro Ruminot.
- Siempre un hay chileno
- ¡Qué dice Chile! (Canal 13, 2021-en production), présenté par Martín Cárcamo.
- Hay que Decirlo! (Canal 13, 2024-en production), présenté par Pamela Díaz et Ignacio Gutiérrez.

Bientôt

### Finis
- Copa América 2024
- Coupe du monde de football de 2022
- Cultura en el trece (Canal 13, 1998-en production) (documentaire), présenté par Carolina Urrejola (2009-2013) et Polo Ramírez (2013-2022)
  -  City Tour on tour (Canal 13, 2015-2022), présenté par Federico Sánchez et Marcelo Comparini.
  -  Maravillas del Mundo (Canal 13, 2015-2024), présenté par Claudio Iturra.
- Caso cerrado (Affaire classée) (Telemundo, 2001-présent) (talk show) (Canal 13, 2016-2020), présenté par Ana María Polo
- Les Simpson (The Simpsons) (FOX 1989-en production) (série d'animation) (1991-2019).
- Contra viento y marea (Canal 13, 2017-2021), présenté par Francisco Saavedra.
- Bones (Fox, 2005-2017) (série) (2018-), avec David Boreanaz, Emily Deschanel, Michaela Conlin et T.J. Thyne.
- This Is Us (NBC, 2019-) (série) (2019), avec Mandy Moore, Milo Ventimiglia, Sterling K. Brown, Justin Hartley, Chrissy Metz, Susan Kelechi Watson et Chris Sullivan.
- Amor a la Catalán (L'amour du catalan) (Canal 13, 2019) (telenovela).
- Luis Miguel, la série (Telemundo, 2018-en production) (telenovela) (2020), avec Diego Boneta, Óscar Jaenada, Izan Llunas, Paulina Dávila, Martín Bello, Anna Favella, César Bordón, Juanpa Zurita et Vanessa Bauche.
- El momento de la verdad (Canal 13, 2017), présenté par Sergio Lagos.
- Vértigo (Canal 13, 2003-2008, 2012-2017) (émission de variétés), présenté par Luis Jara (2003-2008), Álvaro Salas (2003-2007), Raquel Argandoña (2008), Diana Bolocco (2012-2017) et Martín Cárcamo (2012-2017), avec la participation de Daniel Alcaíno comme Yerko Puchento.
- Master Chef Chile (Canal 13, 2014-2017), présentée par Diana Bolocco.
- La Movida del Festival (Canal 13, 2000-2010, 2016-2017).
- The Voice Chile (Canal 13, 2015-2016), présenté par Sergio Lagos.
- Lo mejor de Yerko Puchento (Canal 13, 2012-2014) (humour).
- Atrapa los Millones (Canal 13, 2012-2013, 2015) (jeu télévisé) (reprise: 2014), présenté par Don Francisco (2012-2013) et Diana Bolocco (2015). 
  - Saisons : 1re et 2e saison (2012); 3e saison (2013); 4e saison (2015).
- Bienvenidos (Canal 13, 2011-2021) (matinale), présenté par Tonka Tomicic (2011-2021), Martín Cárcamo (2011-2019) et Amaro Gómez-Pablos (2019-2021).
- Ezel (Show TV, 2009-2010 / atv, 2010-2011) (série) (2019), avec Kenan İmirzalıoğlu, Cansu Dere, Yiğit Özşener, Barış Falay et Tuncel Kurtiz.
- Contacto (Canal 13, 1991-2011, 2013-) (journalisme d'investigation/reportages), présenté par Mercedes Ducci (1991-2006), Iván Valenzuela (2007-2010, 2015-), Pilar Rodríguez (2011), Emilio Sutherland (2013) et Montserrat Álvarez (2014).
- Río Oscuro (Canal 13, 2019) (telenovela).
- Fugitiva (Sen Anlat Karadeniz) (atv, 2018) (série) (2019), avec Ulaş Tuna Astepe, İrem Helvacıoğlu et Mehmet Ali Nuroğlu
- Acacias 38 (La 1, 2015-2019) (série) (2019).
- Volver a nacer (Kalbimdeki Deniz) (Fox, 2016-2018) (série) (2019).
- Sıla (atv, 2006-2008) (série) (2019), avec Cansu Dere et Mehmet Âkif Alakurt.
- En su propia trampa (Canal 13, 2011-2018) (journalisme d'investigation), présenté par Emilio Sutherland.
- La reina de Franklin (Canal 13, 2018) (telenovela), avec Javiera Contador, Francisco Pérez-Bannen, Claudia Di Girolamo et Daniel Alcaino.
- Pacto de sangre (Canal 13, 2018) (telenovela), avec Pablo Cerda, Pablo Macaya, Álvaro Espinoza, Ignacia Baeza, Néstor Cantillana et Álvaro Gómez.
- Malcolm (FOX 2000-2006) (série) (2011-2012, 2014-?), avec Frankie Muniz.
- Les Experts : Manhattan (CSI: NY) (CBS 2004-2013) (série) (2008-présent).
- Les Experts (CSI: Crime Scene Investigation) (CBS 2000-2015) (série) (2007-?).
- Les Experts : Miami (CSI: Miami) (CBS 2002-2012) (série) (2008-?).
- Amor prohibido (Aşk-ı Memnu) (Kanal D, 2008-2010) (série) (2014-2015; redifussion: 2018), avec Beren Saat, Kıvanç Tatlıtuğ, Nebahat Çehre, Selçuk Yöntem et Hazal Kaya.
- Coupe du monde de football de 2018
- Soltera otra vez (Canal 13, 2012-2014, 2017) (série), avec Paz Bascuñán, Pablo Macaya et Cristián Arriagada.
- Empire (FOX, 2015-en production) (série) (2016), avec Terrence Howard, Taraji P. Henson, Trai Byers, Jussie Smollett, Bryshere Y. Gray, Grace Gealey, Malik Yoba, Kaitlin Doubleday, Gabourey Sidibe, Ta'Rhonda Jones et Serayah McNeill.
- La pequeña casa en la pradera (Little House on the Prairie) (NBC, 1974-1983) (série) (2016-2017).
- Kösem, la sultana (Muhteşem Yüzyıl: Kösem) (Star TV, 2015-2016/Fox, 2016-2017) (série) (2017).
- Huérfanas (Kırgın Çiçekler) (atv, 2015-2018) (série) (2017).
- Papá mono (Canal 13, 2017) (série).
- Abrazar la vida (Canal 13, 2017), présenté par Pedro Engel.
- Diana (Canal 13, 2017), présentée par Diana Bolocco.
- Camino al cielo (Highway to Heaven) (NBC, 1984-1989) (série) (1985-1992, depuis 2017).
- Chocolate con pimenta (Chocolate com Pimenta) (Rede Globo, 2003-2004) (telenovela) (2006, rediffusion: 2018).
- Usted no reconoce a Chile (Canal 13, 2015, 2017), présenté par Don Francisco.
- Semplicemente Pizza (Canal 13, 2016), présenté par Jean Philippe Cretton.
- Rivales de sangre (Benim İçin Üzülme) (atv, 2012-2013/Show TV 2013-2014) (série) (2017).
- Coupe du monde de football des moins de 17 ans 2017
- Paramparça (Star TV, 2014-2017) (série) (2017).
- Amor a segunda vista (Aşk Yeniden) (Fox, 2015-2016) (série) (2017).
- Siete mujeres (A Casa das Sete Mulheres) (Rede Globo, 2003) (telenovela) (2004, 2017).
- Fresh Off the Boat (ABC, 2015-en production) (série) (2017-2018), avec Hudson Yang, Randall Park et Constance Wu.
- Coupe des confédérations 2017
- Kayıp (Kanal D, 2013-2014) (série) (2017).
- Entre dos amores (Fatih Harbiye) (Fox, 2013/Show TV, 2013-2014) (série) (2017).
- Preciosas (Canal 13, 2016) (telenovela), avec Loreto Aravena, Paz Bascuñán, Susana Hidalgo, Malucha Pinto, Lorena Bosch, Tamara Acosta et Karla Melo.
- Reglas del juego (A Regra do Jogo) (Rede Globo, 2015-2016) (telenovela) (2016), avec Vanessa Giácomo, Alexandre Nero, Giovanna Antonelli, Cauã Reymond, Marco Pigossi, Eduardo Moscovis, Tony Ramos, Cássia Kis Magro, Susana Vieira, Deborah Evelyn, Bárbara Paz, José de Abreu, Renata Sorrah, Marcos Caruso et Cris Vianna.
- Verdades Secretas (Rede Globo, 2015) (telenovela) (2016), avec Camila Queiroz, Rodrigo Lombardi, Drica Moraes, Gabriel Leone (pt), Agatha Moreira, Grazi Massafera, Marieta Severo, Reynaldo Gianecchini, Rainer Cadete, Ana Lúcia Torre, Alessandra Ambrosio, Flávio Tolezani, Guilhermina Guinle, João Vítor Silva et Yasmin Brunet.
- Las amazonas (Televisa, 2016) (telenovela) (2016), avec Danna García, Andrés Palacios, Victoria Ruffo et César Évora.
- El beso del escorpión (O Beijo do Escorpião) (TVI, 2014) (telenovela) (2016), avec Pedro Carvalho, Duarte Gomes, Sara Matos, Dalila Carmo, Pedro Lima, Pedro Teixeira, Rodrigo Paganelli, Natália Luiza, Ana Brito e Cunha et Nuno Homem de Sá.
- Terra Esperanza (Esperança) (Rede Globo, 2002-2003) (telenovela) (2003, rediffusion: 2006, 2016), avec Reynaldo Gianecchini, Priscila Fantin, Ana Paula Arósio, Fernanda Montenegro, Antônio Fagundes, Raul Cortez, José Mayer, Maria Fernanda Cândido, Nuno Lopes, Walmor Chagas, Lúcia Veríssimo et Gabriela Duarte.
- Futurama (FOX 1999-2003, 2008-2013) (série d'animation) (2007-2015).
- Selin, un amor inolvidable (Gecenin Kraliçesi) (Star TV, 2016) (série) (2016), avec Meryem Uzerli, Murat Yıldırım et Uğur Polat.
- Bailando (Canal 13, 2016), présenté par Sergio Lagos et Cecilia Bolocco.
- Partes de mí (Sete Vidas) (Rede Globo, 2015) (telenovela) (2016), avec Domingos Montagner, Débora Bloch,Vanessa Gerbelli, Jayme Matarazzo, Isabelle Drummond, Maria Flor, Regina Duarte et Thiago Rodrigues.
- Hombre nuevo (Geração Brasil) (Rede Globo, 2014) (telenovela) (2016), avec Murilo Benício, Cláudia Abreu, Chandelly Braz, Humberto Carrão, Taís Araújo, Renata Sorrah, Isabelle Drummond, Ricardo Tozzi, Lázaro Ramos, Luís Miranda, Fiuk, Leandro Hassum, Titina Medeiros, Joaquim Lopes et Aracy Balabanian.
- La sombra de Helena (Em Família) (Rede Globo, 2014) (telenovela) (2016), avec Júlia Lemmertz, Bruna Marquezine et Humberto Martins.
- Boogie Oogie (Rede Globo, 2014-2015) (telenovela) (2016), avec Ísis Valverde, Marco Pigossi et Bianca Bin.
- Veinteañero a los 40 (Canal 13, 2016) (telenovela), avec Francisco Pérez-Bannen, Tamara Acosta et Pablo Macaya.
- El Sultán (Muhteşem Yüzyıl) (Show TV, 2011/Star TV, 2012-2014) (série) (2014-2015), avec Halit Ergenç.
- Imperio (Império) (Rede Globo, 2014-2015) (telenovela) (2015-2016), avec Alexandre Nero, Lília Cabral et Leandra Leal.
- Celia (RCN Televisión, 2015-2016) (telenovela) (2015-2016), avec Jeimy Osorio, Aymee Nuviola, Willie Denton et Modesto Lacen.
- La única mujer (A Única Mulher) (TVI, 2015) (telenovela) (2015-2016)
- Avenida Brasil (Rede Globo, 2012) (telenovela) (2013-2014, rédiffusion: 2015-2016), avec Débora Falabella.
- Kuzey Güney (Kanal D, 2011-2013) (série) (2015), avec Kıvanç Tatlıtuğ, Buğra Gülsoy et Öykü Karayel.
- El Clon (O Clone) (Rede Globo, 2001-2002) (telenovela) (2002-2003, 2015), avec Murilo Benício et Giovanna Antonelli.
- Sábado Gigante (Canal 13, 1962-1986 / Univision Network 1986-2015) (émission de variétés) (Au Chili, 1962-2012), présenté par Don Francisco.
- Rosa negra (Karagül) (Fox, 2013-2016) (série) (2015 (2 saisons)).
- Gala, humor estelar
- Copa América Chile 2015
- Amor sin barreras (Canal 13, 2015).
- Ridiculos Chile (Canal 13, 2015), présenté par Eduardo Fuentes.
- Reality.Doc (Canal 13, 2015).
- Chipe libre (Canal 13, 2014) (telenovela), avec Fernanda Urrejola et Nicolás Poblete. [Dimanche au mercredi à 22h05]
- Valió la pena (Canal 13, 2014) (telenovela), avec Lorena Bosch, Cristián Arriagada, Francisco Pérez-Bannen, Josefina Montané et Mónica Godoy.
- Flor do Caribe (Rede Globo, 2013) (telenovela) (2014-2015), avec Grazi Massafera et Henri Castelli.
- 7e Festival de Antofagasta (Canal 13, 2015), présenté par Tonka Tomicic et Martín Cárcamo.
- Lado a Lado (Rede Globo, 2012-2013) (telenovela) (2014), avec Marjorie Estiano, Camila Pitanga, Lázaro Ramos, Thiago Fragoso, Patrícia Pillar et Alessandra Negrini.
- Rastros de Mentiras (Amor à Vida) (Rede Globo, 2013-2014) (telenovela) (2014-2015), avec Paola Oliveira et Malvino Salvador.
- El Gran Truco (Canal 13, 2014) (reprise: 2014), présenté par Eduardo Fuentes.
- El Príncipe (Telecinco, 2014-présent) (série) (2014), avec José Coronado, Hiba Abouk, Álex González, Rubén Cortada et Elia Galera.
- Buenas noches (Canal 13, 2014), présenté par Eduardo Fuentes.
- El Hombre de tu Vida (Canal 13, 2013-2014) (série), avec Boris Quercia.
  - 1re saison : 2013 / 2e saison : 2014
- Coupe du monde de football de 2014.
- Bones (FOX, 2005-2017) (télésérie) (2006-2014). avec Emily Deschanel et David Boreanaz.
- Mi nombre es... (Canal 13/FremantleMedia 2011-2014) (concours), présenté par Sergio Lagos (2011-2014), Maura Rivera (2011), Andrea Dellacasa (2011-2012), Gianella Marengo (2013) et Daniela Castillo (2014); Les jurys: José Alfredo Fuentes (2011-2014), Nicole (2011-2014), Gustavo Sánchez (2011-2012†) et Leo Caprile (2013-2014). (1re saison : Dimanche à 22 h 0; 2e, 3e et 4e saison : Jeudi à 22 h 30; 5e saison : Dimanche à 23 h 5)
- Yo amo los 90's (Canal 13, 2014).
- Mamá mechona (Canal 13, 2014) (telenovela), avec Sigrid Alegría, Paulo Brunetti et Álvaro Espinoza.
- La favorita (A Favorita) (Rede Globo, 2008) (telenovela) (2009-2010, 2014), avec Mariana Ximenes.
- La Guerrera (Salve Jorge) (Rede Globo, 2012-2013) (telenovela) (2014).
- La Movida del Mundial (Canal 13, 2014), présenté par Diana Bolocco, Sergio Lagos et Martín Cárcamo.
- ¡Buena suerte, Charlie! (Disney Channel, 2010-2014) (série) (2011-2014), avec Bridgit Mendler, Leigh-Allyn Baker, Bradley Steven Perry, Mia Talerico, Eric Allan Kramer et Jason Dolley.
- Jessie (Disney Channel, 2011-2015) (série) (2012-2014), avec Debby Ryan.
- Secretos en el jardín (Canal 13, 2013-2014) (telenovela), avec Mario Horton, Daniela Ramírez, Cristián Campos et Francisco Pérez-Bannen.
- Shake It Up (Disney Channel 2010-13) (série) (2012-14), avec Bella Thorne, Zendaya, Roshon Fegan, Adam Irigoyen, Davis Cleveland, Kenton Duty et Caroline Sunshine.
- Alfombra Roja (spectacles) (Canal 13, 2006-2014), présenté par Cristián Sánchez (2006-2008), Marcelo Comparini (2006, 2011), Diana Bolocco (2007-2011), Jaime Coloma (2007-2008), Eduardo Fuentes (2009-2010), Gonzalo Feito (2011), Cristián Pérez (2011-2014), Lucía López (2011-2013), Marcela Vacarezza (2014) et Giancarlo Petaccia (2014).
- Generaciones cruzadas (Canal 13, 2014) (télé-réalité), présenté par Sergio Lagos et Dominique Gallego.
- Los 80: 6e. saison (Canal 13, 2013) (série), avec Tamara Acosta, Daniel Muñoz (en), Katty Kowaleczko et Daniel Alcaíno.
- Encantadoras (Cheias de Charme) (Rede Globo 2012) (telenovela) (2013-2014), avec Taís Araújo, Leandra Leal et Isabelle Drummond.
- Sueño XL (Canal 13, 2013) (téléréalité), présenté par Karla Constant et René O'Ryan.
- Ruleta rusa (Canal 13, 2013) (jeu télévisé), présentée par Diana Bolocco.
- Hannah Montana (Disney Channel 2006-2011) (série) (2007-2013), avec Miley Cyrus, Emily Osment, Mitchel Musso, Jason Earles, Moises Arias et Billy Ray Cyrus.
- La Vie de croisière de Zack et Cody (Disney Channel 2008 - 2011) (série) (2010-2013), avec Cole Sprouse, Dylan Sprouse, Brenda Song, Debby Ryan, Doc Shaw et Phill Lewis.
- Les Sorciers de Waverly Place (Disney Channel 2007-2013) (série) (2010-2013), avec Selena Gomez, David Henrie, Jake T. Austin, Jennifer Stone, Maria Canals Barrera et David DeLuise.
- La Vie de palace de Zack et Cody (Disney Channel 2005-2008) (série) (2007-2012), avec Cole Sprouse, Dylan Sprouse, Brenda Song, Ashley Tisdale, Phill Lewis et Kim Rhodes.
- Zeke et Luther (Disney XD 2009-2012) (série) (2010-2013), avec Hutch Dano, Adam Hicks, Ryan Newman et Daniel Curtis Lee.
- La Vida Sigue (A Vida da Gente) (Rede Globo 2011-2012) (télénovela) (2013), avec Fernanda Vasconcellos, Rafael Cardoso, Thiago Lacerda et Marjorie Estiano.
- Las Vega's (Canal 13, 2013) (télénovela), avec Francisca Imboden, Julio Milostich, Lorena Bosch, María José Bello, Josefina Montané, Cristián Campos, Mario Horton, Cristián Arriagada, Álvaro Gómez, Catalina Guerra, Pablo Macaya Katty Kowaleczko et Héctor Morales.
- Proyecto Miss Chile (Canal 13, 2013) (téléréalité), présenté par Tonka Tomicic.
  - La Gagnante de Miss Monde Chili 2013:  Camila Andrade.
- ¿Quién quiere ser millonario?: Alta tensión (Canal 13, 2011-2013) (jeu télévisé), présenté par Diana Bolocco (2011-2013).
- Mundos opuestos 2 (Canal 13, 2013) (téléréalité), présenté par Sergio Lagos et Karla Constant.
  - Les Gagnants :  Stephanie "Fanny" Cuevas et  Artur Logunov.
- Fina Estampa (Rede Globo 2011-2012) (télénovela) (2013), avec Lilia Cabral, Malvino Salvador et Dalton Vigh.
- Dash & Cangri (Canal 13, 2012-2013) (téléréalité), avec Maickol "Dash" González, Sebastián "Cangri" Leiva et Perla Ilich.
- Insensato Corazón (Insensato Coração) (Rede Globo 2011) (télénovela) (2012).
- Pareja perfecta (Canal 13, 2012) (téléréalité), présenté par Sergio Lagos et Karla Constant.
  - Les gagnants :  María Paz Wagner et  Pedro Astorga.
- Los 80: 5e. saison (Canal 13, 2012) (série), avec Daniel Muñoz (en), Tamara Acosta et Daniel Alcaino.
- Mujeres apasionadas (Mulheres Apaixonadas) (Rede Globo 2003) (télénovela) (2003, 2012), avec Christiane Torloni, Jose Mayer et Tony Ramos.
- Sonny (Disney Channel 2009-2011) (série) (2010-2012), avec Demi Lovato, Tiffany Thornton, Sterling Knight, Brandon Mychal Smith, Doug Brochu et Allisyn Ashley Arm.
- I'm in the Band : Ma vie de rocker (Disney XD 2009-2011) (télésérie) (2011-2012), avec Logan Miller, Steve Valentine, Greg Baker, Stephen Full et Caitlyn Taylor Love.
- Mundos opuestos (Canal 13, 2012) (téléréalité), avec Sergio Lagos et Karla Constant.
  - Les gagnants :  Viviana Flores et  Sebastián Roca.
- No basta con ser bella - Miss Chile (Canal 13, 2012) (téléréalité), présenté par Julio César Rodríguez et les participations spéciales de Tonka Tomicic et Diana Bolocco (gala finale).
  - La gagnante 1e. saison :  Camila Recabarren.
- Vida por vida (Canal 13, 2012) (série) (2012), avec Daniel Muñoz (en), Tamara Acosta, Julio Milostich et Celine Reymond.
- Ti Ti Ti (Rede Globo 2010) (télénovela) (2012), avec Murilo Benício.
- Perla (Canal 13, 2011 - 2012) (téléréalité), avec Perla Ilich, Maickol "Dash" González, Sebastián "Cangri" Leiva, Issac "Nine" Pantich, Cristóbal Romero, Constanza Molina, Belén Villegas et Nicolás Yunge.
- Passione (Rede Globo 2010-2011) (telenovela) (2011 - 2012), avec Mariana Ximenes et Tony Ramos.
- Quiero mi Fiesta (Canal 13/Endemol 2011) (concours), présenté par Martín Cárcamo et Juan José Gurruchaga. (Samedi à 22 h 10)
- Peleles (Canal 13, 2011) (telenovela). (Lundi au mercredi à 22 h 35)
- 40 ó 20 (téléréalité) (Canal 13, 2011), présenté par Diana Bolocco (2011) et Karla Constant (2011).
  - Le gagnant:  José Luis Bibbó "Joshe"
- FBI : Duo très spécial (White Collar) (USA Network, 2009-2014) (série) (2011), avec Matthew Bomer, Tim DeKay, Willie Garson, Marsha Thomason, Tiffani Thiessen, Natalie Morales et Sharif Atkins.
- Don Francisco presenta... (Univision 2007 - 2011) (conversation) (2007 - 2008, 2011), présenté par Don Francisco.
- Hostal Morrison (Canal 13, 2011) (animation) (2011).
- Modern Family (ABC, 2009 - en production) (série) (2011), avec Ed O'Neill et Sofía Vergara.
- Los 80 : 4e saison (Canal 13, 2011) (série), avec Daniel Muñoz (en), Tamara Acosta, Katty Kowaleczko et Daniel Alcaíno. (Dimanche à 22h20)
- Escrito en las Estrellas (Escrito nas Estrelas) (Rede Globo 2010) (télénovela) (2011), avec Nathalia Dill, Jayme Matarazzo, Humberto Martins, Débora Falabella et Zezé Polessa.
- Oceano, Chile frente al mar (Canal 13, 2011) (documentaire), présenté par Rafael Cavada et Céline Cousteau.
- Cuna de Gato (Cama de Gato) (Rede Globo 2009-2010) (télénovela) (2011), avec Marcos Palmeira, Camila Pitanga et Paola Oliveira.
- La copa esta en el 13 (Émission par Copa América Argentina 2011) (Canal 13, 2011) (sports), présenté par Margarita Wais, Ignacio Valenzuela et Sebastian Eyzaguirre.
- Diagnostico (Canal 13, 1998-2010) (journalisme d'investigation).
- Ciudad Paraíso (Paraíso) (Rede Globo 2009-2010) (télénovela) (2011), avec Eriberto Leão et Nathalia Dill.
- Año 0 (téléréalité) (2011), présenté par Sergio Lagos et Angela Prieto. 
  - Les gagnants : Daniela Neuman et Pangal Andrade Astorga.
- Glee (FOX 2009-2015) (série) (2010-2011), avec Matthew Morrison, Lea Michele, Cory Monteith, Dianna Agron, Chris Colfer, Kevin McHale, Amber Riley, Jenna Ushkowitz, Mark Salling, Heather Morris, Naya Rivera, Jayma Mays, Jessalyn Gilsig, Jane Lynch, Mike O'Malley, Harry Shum Jr. et Chord Overstreet.
- Jonas L. A. (Disney Channel 2009-2010) (série) (2010-2011), avec Kevin Jonas, Joe Jonas, Nick Jonas, Chelsea Staub et Nicole Anderson.
- El profeta (O Profeta) (Rede Globo 2006-2007) (télénovela) (2011), avec Thiago Fragoso, Paola Oliveira, Fernanda Souza, Rodrigo Phavanello, Carol Castro, Dalton Vigh, Samara Felippo, Nívea Maria et Malvino Salvador.
- ¿Quién merece ser millonario? (Who Wants to Be a Millionaire?) (Canal 13, 2006-2008, 2010) (jeu télévisé), présenté par Sergio Lagos.
- Biografías (biographie) (Canal 13, 2002-2006, 2010), présenté par Iván Valenzuela (2002-2006) et Carolina Urrejola (2010).
- Fear Factor Chile (jeu télévisé) (2010), présenté par Tonka Tomicic.
- Papi Ricky (Canal 13, 2007) (telenovela) (2007, 2010-2011), avec Jorge Zabaleta, María Elena Swett,Belén Soto, Juan Falcón et María Izquierdo.
- La casa por la ventana (Canal 13, 2010) (docu-téléréalité) (2010-2011), présenté par Juan Falcón (2010), Katty Kowaleczko (2010), Tonka Tomicic (2010) et Diana Bolocco (2010).
- Valientes (Canal 13, 2010) (docu-téléréalité), présenté par Diana Bolocco (2010).
- Vivir la vida (Viver a Vida) (Rede Globo 2009-2010) (telenovela) (2010-2011), avec Taís Araújo, José Mayer, Alinne Moraes et Giovanna Antonelli.
- Primera dama (Canal 13, 2010) (telenovela) (2010-2011), avec Celine Reynolds, Julio Milostich et Carolina Arregui.
- Acoso textual (Canal 13, 2004, 2010) (conversation), présenté par Sergio Lagos.
- En boca de todos (Canal 13, 2005-2010) (journal télévisé), présenté par Carolina Urrejola (2005-2009), Iván Valenzuela (2005-2009), Paulo Ramírez (2009-2010) et Constanza Santa María (2009-2010).
- Viva la mañana (Canal 13, 2002-2006, 2009-2010) (matinale), présenté par Javier Miranda (2002), Alicia Pedroso (2002), Iván Valenzuela (2002-2004), Karla Constant (2002-2005), Cristián Sánchez (2004-2005), Marcelo Comparini (2005), Jeannette Moenne-Loccoz (2006), Carlo Von Muhlenbrock (2006), Soledad Onetto (2006), Fernanda Hansen (2009-2010), Sebastián Jiménez (2009-2010), Carolina Correa (2009-2010) et Vivi Kreutzberger (2009).
- Feroz (Canal 13, 2010) (télénovela), avec Cristián Campos, Patricia López, Ignacio Garmendia, Manuela Martelli, Carolina Arregui, Mayte Rodríguez et María José Bello.
- Acuarela del amor (Caras e Bocas) (Rede Globo 2009) (telenovela) (2010), avec Flávia Alessandra.
- India, una historia de amor (Caminho das Índias) (Rede Globo, 2009) (telenovela) (2010, rediffusion: 2016), avec Juliana Paes, Laura Cardoso, Christiane Torloni, Bruno Gagliasso et Tony Ramos.
- Corazón rebelde (Canal 13, 2009) (telenovela) (2009, 2010), avec Luciana Echeverría, Ignacio Garmendia, Denise Rosenthal, Augusto Schuster, Magdalena Muller, Carolina Vargas, José Manuel Palacios, Felipe Álvarez, María Gracia Omegna, Constanza Varela, Constanza Pozo, Samir Ubilla, Francisco Javier González, Katty Kowaleczko, Tomás Vidiella, Fernando Kliche, Alex Zisis, Elvira Cristi, Nicolás Saavedra, Erto Pantoja, Teresa Reyes, Aranzazú Yankovic et Ignacia Baeza.
- Gigantes con Vivi (Canal 13, 2005-2009) (émission de variétés), de l'année 2010, diffuse sur les écrans de Mega, présenté par Vivi Kreutzberger.
- ¿Quién quiere ser millonario? (Who Wants to Be a Millionaire?) (Canal 13, 2001 - 2003) (jeu télévisé), présenté par Don Francisco.
- 1910 (Canal 13, 2009) (téléréalité), présenté par Raquel Argandoña. Le gagnant: Fabrizio Vasconcellos.
- Toda una dama (RCTV 2008) (telenovela) (2009, annulée).
- 1810 (Canal 13, 2009) (téléréalité), présenté par Raquel Argandoña. Le gagnant: Gabriel Mendoza.
- Amor ciego II (Canal 13, 2008) (téléréalité), présenté par Katty Kowaleczko. 
  - Le gagnant: Mario Ortega.
- Don Amor (Canal 13/Canal 6, 2008) (telenovela), avec Carolina Arregui, Jorge Martínez, Nydia Caro, Ignacia Baeza, Jorge Alberti, Carlos Marín et Sofía García.
- Amor ciego (Canal 13, 2008) (téléréalité), présenté par Katty Kowaleczko. 
  - Le gagnant: Edmundo Varas Alvarado.
- Lola (Canal 13, 2007-2008) (telenovela), avec Blanca Lewin, Jorge Alberti, Ingrid Cruz et Gonzalo Valenzuela.
- Fama (Canal 13, 2007) (téléréalité), présenté par Cecilia Bolocco et Sergio Lagos. 
  - Le gagnant:Enrique Faúndez.
- Granjeras (Canal 13, 2005) (téléréalité), présenté par Catalina Pulido et Javier Estrada. 
  - La gagnante: Angélica Sepúlveda.
- Brujas (Canal 13, 2005) (telenovela) (2005, 2009), avec Jorge Zabaleta, Carolina Arregui, María Elena Swett, Antonella Ríos, Ingrid Cruz, Osvaldo Laport et Silvia Santelices.
- La Granja VIP (The Farm) (Canal 13, 2005) (téléréalité), présenté par Sergio Lagos. 
  - Le gagnant: Javier Estrada.
- La Granja (The Farm) (Canal 13, 2005) (téléréalité), présenté par Sergio Lagos. 
  - Le gagnant: Gonzalo Egas.
- El rival más Dévil (The Weakest Link) (Canal 13, 2005-2006) (jeu télévisé), présenté par Catalina Pulido.
- Trato Hecho (Canal 13, 2004) (jeu télévisé), présenté par Don Francisco.
- Télé-Rodrigo (El auténtico Rodrigo Leal) (Caracol Televisión 2003-2004) (telenovela) (2004-2005), avec Martín Karpan et Carolina Gómez.
- Protagonistas de la música (Canal 13, 2003) (téléréalité), présenté par Sergio Lagos. 
  - La gagnante: Ximena Abarca.
- Cubox (Canal 13, 2003-2019) (enfants), présenté par Jorge Olivares (2003-2005), Eileen Aguilar (2005-2009), Luciana Echeverría (2010) et Valeria Ortega (2011-2012) et Cristóbal Romero (2012-2018).
- Machos (Canal 13, 2003) (telenovela) (2003, 2005), avec Héctor Noguera, Jorge Zabaleta, Gonzalo Valenzuela, María Elena Swett, María José Prieto, Mariana Loyola, Liliana Ross, Teresa Reyes, Solange Lackington et Carolina Arregui.
- Protagonistas de la fama (Canal 13, 2003) (téléréalité), présenté par Sergio Lagos. 
  - Les gagnants : Catalina Bono et Álvaro Ballero.
- Terra Nostra (Rede Globo, 1999-2000) (telenovela) (2001, rédiffusion: 2016), avec Ana Paula Arósio et Thiago Lacerda.
- Viva el Lunes (Canal 13, 1995-2001) (émission de variétés), présenté par Cecilia Bolocco, Kike Morandé et Álvaro Salas.
- Tropicaliente (Rede Globo, 1994) (telenovela) (1995), avec Herson Capri, Sílvia Pfeifer, Regina Maria Dourado, Carolina Dieckmann, Selton Mello, Victor Fasano, Cássio Gabus Mendes et Francisco Cuoco.
- La Madrastra (Canal 13, 1981) (telenovela), avec Jael Unger, Walter Kliche, Sonia Viveros, Patricio Achurra, Marés González, Nelly Meruane, Ana María Palma, Gonzalo Robles, Sergio Urrutia, Arturo Moya Grau, Cristián Campos, Lucy Salgado, Tennyson Ferrada, Ramón Farías, Claudia Di Girólamo, Alberto Vega Jaime Vadell et Gloria Münchmeyer.

## Telenovelas
- La Madrastra (1981)
- Casagrande (1981)
- Alguien por quién vivir (1982)
- Los Títeres (1984)
- La Trampa (1985)
- Ángel Malo (1986)
- Secreto de familia (1986)
- La invitación (1987)
- La última cruz (1987)
- Semidiós (1988)
- La Intrusa (1989)
- Bravo (1989)
- Te Conté (1990)
- Acércate más (1990)
- Villa Nápoli (1991)
- Ellas por Ellas (1991)
- El Palo al Gato (1992)
- Fácil de Amar (1992)
- Marrón Glacé (1993)
- Doble juego (1993)
- Champaña (1994)
- Top Secret (1994)
- El amor está de moda (1995)
- Amor a domicilio (1995)
- Marrón Glacé, el regreso (1996)
- Adrenalina (1996)
- Eclipse de luna (1997)
- Playa salvaje (1997)
- Amándote (1998)
- Marparaíso (1998)
- Fuera de control (1999)
- Cerro Alegre (1999)
- Sabor a ti (2000)
- Corazón Pirata (2001)
- Piel Canela (2001)
- Buen Partido (2002)
- Machos (2003)
- Hippie (2004)
- Tentación (2004)
- Brujas (2005)
- Gatas y tuercas (2005)
- Descarado (2006)
- Charly Tango (2006)
- Papi Ricky (2007)
- Lola (2007–2008)
- Don Amor (2008)
- Cuenta conmigo (2009)
- Corazón rebelde (2009)
- Feroz (2010)
- Primera dama (2010)
- Peleles (2011)
- Soltera otra vez (2012-2013)
- Secretos en el jardín (2013)
- Mamá mechona (2014)
- Chipe libre (2014)
- Veinteañero a los 40 (2016)
- Preciosas (2016)
- Soltera Otra Vez 3 (2018)
- Pacto de sangre (2018)
- La Reina de Franklin (2018)
- Río Oscuro (2019)
- Amor a la Catalán (2019)
- La Torre de Mabel (Mars, 2020)

## Logos

1961-1970
1970
1970-1973
1973-1978
1978-1979
1979–1999
1999-2000
2000-2002
2002-2005
2005-2010
2010-2018
2018-